# Klášter Haverfordwest
Klášter Haverfordwest (anglicky Haverfordwest Priory, velšsky Priordy Hwlffordd) je bývalý augustiniánský klášter u Haverfordwestu ve waleském Pembrokeshire, založený zřejmě na konci 12. století Robertem FitzRichardem. K rozpuštění konventu došlo roku 1536 z nařízení krále Jindřicha VIII. o zrušení klášterů. Z opatství původně zasvěceného Panně Marii a svatému Tomášovi jsou v současné době ruiny, z nichž lze rozpoznat lokalizaci klášterní vyvýšené zahrady. Jednotlivé stavební artefakty jsou umístěny v městském muzeu.